# La casa dei fantasmi (film 1959)
La casa dei fantasmi (House on Haunted Hill) è un film del 1959 diretto da William Castle. Il film è stato scritto da Robb White ed interpretato da Vincent Price e Carol Ohmart. Price interpreta un eccentrico milionario, Frederick Loren, che, insieme a sua moglie Annabelle, ha invitato cinque persone in una casa infestata. Chi rimane in casa per una notte guadagnerà 10000 $. Mentre la notte avanza, gli ospiti sono intrappolati all'interno della casa con un assortimento di terrori.
Il film utilizza molti oggetti di scena usati nelle case infestate dei luna park per generare paura e terrore. La pellicola è entrata nel pubblico dominio negli Stati Uniti.

## Trama
Convinto dalla moglie Annabelle, l'eccentrico milionario Frederick Loren offre 10 000 dollari a chi accetta di passare un'intera notte in una casa infestata dai fantasmi. A mezzanotte verrà sbarrato l'unico ingresso e verranno chiuse le finestre; entro questo termine, gli invitati possono uscire dalla casa rinunciando al premio in denaro.
Oltre alla moglie del milionario, ci sono due donne: Ruth Bridgers, attempata giornalista sempre a caccia di notizie impressionanti, e la giovane Nora Manning, impiegata di Frederick Loren bisognosa di denaro. Tra gli uomini, oltre a Loren, partecipa Watson Pritchard, proprietario della casa, dove gli è stato ucciso il fratello; Lance Schroeder, pilota di aviazione; lo psichiatra David Trent. Tutti gli invitati non si conoscono fra di loro e non conoscono i due coniugi.
La festa "in onore della moglie", queste le parole del milionario Frederick, comincia a dare i primi effetti sugli ospiti dopo mezzanotte, quando Nora Manning viene spaventata dalla vecchia domestica, mentre un altro degli invitati viene inspiegabilmente colpito alla testa. Gli invitati terrorizzati ricevono da Frederick delle pistole come armi di difesa contro i fantasmi, anche se Pritchard, che conosce la villa, sa che nulla potranno le armi da fuoco contro i malvagi spettri.
Colpo di scena è la morte della bella Annabelle, che già in precedenza aveva manifestato strani timori, e viene trovata impiccata dal dottor Trent. La prima vera vittima della sera provoca l'isterismo tra gli invitati, ma di altre avventure sono protagonisti anche il pilota, la giornalista e Nora. Sconvolti dal terrore, i superstiti decidono di rinchiudersi ciascuno con la propria pistola nella rispettiva stanza, sulla base di una semplice teoria: l'assassino non era un fantasma, bensì uno dei loro.
Ben presto si viene a scoprire che il dottor Trent è l'amante di Annabelle e che lei ha simulato tutto per creare questo alone di paura e per lanciare una terribile accusa contro il tanto odiato marito despota Frederick, in modo da convincere la più fragile del gruppo, la giovane Nora, a sparargli contro. Il piano riesce e Nora, credendo che Frederick sia il vero assassino gli spara. Soddisfatto per aver compiuto l'omicidio perfetto, esce da un buio anfratto il dottor Trent, che però dopo lo spegnersi delle luci viene ucciso dallo stesso Frederick, ancora vivo poiché aveva caricato a salve la pistola della giovane.
A questo punto Annabelle abbandona il suo finto letto di morte e scende in cantina credendo di trovare Frederick morto, ma vi trova solo la botola aperta con una vasca piena di acido, dalla quale a sorpresa esce un scheletro con la voce del marito. In preda al panico, l'affascinante fedifraga cade nella vasca piena di acido (dove era stato gettato anche il suo amante) e dal buio emerge Frederick, che aveva animato il finto scheletro manovrando un complicato marchingegno. La presunta vittima di un complotto ha quindi ucciso i suoi cospiratori con la loro stessa idea, la paura.
Soddisfatto del suo operato, Frederick viene scoperto dagli invitati, i quali vengono informati del diabolico piano architettato dalla moglie e da Trent ai suoi danni e della conseguente sua contromossa; il milionario si dichiara quindi colpevole e si rimette alla decisione della giustizia per la sua azione.
I superstiti lasciano la casa e il film si chiude con un primo piano di Pritchard, sicuro nonostante tutto che in quella casa aleggino spiriti malvagi. Dopo aver guardato la vasca piena di acido, a favore di camera pronuncia una frase che sa di condanna: "ora sono nove e ce ne saranno altri, molti altri... che stanno venendo per me ora... e poi verranno per voi!"
Soprannaturale e azioni umane si fondono quindi in una notte maledetta.

## Produzione
Le riprese esterne della casa sono state girate presso la storica Ennis House di Los Feliz in California, progettata nel 1924 da Frank Lloyd Wright. La maggior parte del film è stata girata su palcoscenici, raffiguranti l'interno della casa in una combinazione di stili, incluso il Vittoriano del 1890, con lampadari a gas ed applique. Il poster del film includeva l'illustrazione di una casa in un terzo stile, quello di una fantasiosa struttura romanica a quattro piani.
Il proprietario di Ennis House negò alla produzione il permesso di entrare nella casa, facendo un'eccezione solamente per Vincent Price.
Piuttosto che pagare a Price 12 000 dollari per la sua interpretazione, Castle preferì dargli una percentuale degli incassi, certo che così avrebbe risparmiato una bella cifra. Il film però si rivelò un grande successo e il risparmio tanto sperato da Castle non ci fu.

## Distribuzione

Vincent Price in La casa dei fantasmi

La casa dei fantasmi è stato originariamente distribuito nelle sale cinematografiche dalla Allied Artists.
Il trailer cinematografico ha promosso il film col titolo The House on Haunted Hill, sebbene tutto il materiale pubblicitario e il titolo del film stesso fossero semplicemente intitolati House on Haunted Hill.
Il film è forse meglio conosciuto per un espediente promozionale utilizzato nell'uscita cinematografica originale del film chiamato 
"Emergo." In alcuni cinema che hanno proiettato il film, venne montato un elaborato sistema di carrucole che permetteva ad uno scheletro di plastica fosforescente di essere fatto scendere in mezzo al pubblico durante una scena corrispondente alla fine del film. (Diversi cinema di repertorio moderni, tra cui il Film Forum e il Loew's Jersey Theatre, hanno ospitato proiezioni di revival del film durante le quali è stato ricreato l'espediente "Emergo").
Grazie in parte al trucco di Castle, il film è stato un enorme successo. Alfred Hitchcock ha notato la performance del film a basso budget al botteghino e ha realizzato il suo film horror a basso budget, che è diventato il successo acclamato dalla critica Psyco (1960). Castle era lui stesso un fan di Hitchcock ed avrebbe cercato di imitare il lavoro di Hitchcock in film successivi come Homicidal (1961).

### Home video
Due importanti studi hanno distribuito il film in home video in versioni rimasterizzate. La Warner Home Video ha pubblicato il film in DVD in concomitanza all'uscita del remake del 1999. Nel 2005, il film è stato colorizzato dalla Legend Films. La versione a colori è stata rilasciata in DVD lo stesso anno dalla 20th Century Fox. Gli extra preparati dalla Legend Films per l'uscita del DVD Fox includevano una traccia di commento audio del comico Michael J. Nelson di Mystery Science Theater 3000, due versioni del trailer ed una presentazione di immagini dal libro stampa originale del film.
Johnny Legend ha pubblicato un DVD per il 50º anniversario contenente tutta una serie di extra come il trailer cinematografico originale e gli spot TV più diversi trailer cinematografici di William Castle e Vincent Price, un profilo di Carol Ohmart e programmi TV "dell'età dell'oro" con Vincent Price. Un file DivX della versione colorata con il commento incorporato è disponibile come parte del servizio RiffTrax On Demand di Nelson. Nel 2009, un commento recentemente registrato da Nelson, Kevin Murphy e Bill Corbett è stato distribuito da RiffTrax. Il team di RiffTrax ha eseguito un RiffTrax dal vivo di La cada dei fantasmi il 28 ottobre 2010.
La casa dei fantasmi è stato pubblicato in un'edizione Blu-ray restaurata come parte della Vincent Price Collection II di Shout! Factory del 2014.
Il 28 settembre 2011, la tenuta di William Castle ha pubblicato una sceneggiatura con annotazioni de La casa dei fantasmi che è una copia della sceneggiatura delle riprese insieme alle "note a margine" di Castle . Questa edizione include le presentazioni di Joe Dante e della figlia di Castle, Terry. Presenta anche una propria versione di "Emergo" in cui lo scheletro appare ai lettori tramite un metodo "flip page". Mondo Media ha ripubblicato il film nel 2015 come parte della sua serie Mondo X Chiller il 28 marzo 2015 all'Alamo Drafthouse a Yonkers, New York.

## Critica
Il film ha ricevuto il plauso della critica. Su Rotten Tomatoes il film ha ricevuto una nuova valutazione dell'88% sulla base di 26 recensioni con una valutazione media di 7,10/10. AllMovie ha elogiato il film in modo retrospettivo, scrivendo: "Campy e inquietante in egual misura, La casa dei fantasmi merita il suo status di classico dell'orrore." Secondo Il Mereghetti, presenza di Price garantisce il divertimento, ma anche William Castle (un maestro di serie C, che più tardi produrrà Rosemary's Baby) mostra di manipolare i generi con una certa ironia.
Convitato di pietra del film era, secondo David J. Skal, nel suo The Monster Show, il boom economico americano degli anni cinquanta: "...nessuna bassezza è sufficiente;...si può tollerare qualunque cosa pur di ottenere una ricompensa".

## Remake
Il film ha avuto un remake nel 1999 intitolato Il mistero della casa sulla collina, che a sua volta ha avuto un sequel nel 2007 intitolato Il ritorno nella casa sulla collina. Il film del 1999 è stato distribuito con recensioni mediocri, ma è stato un successo al botteghino, mentre il sequel del 2007 è uscito direct-to-video.
Dal 2017, un altro remake è in fase di sviluppo insieme ad un prequel del film originale, con quest'ultimo scritto dalla figlia di Castle, Terry Castle.

## Riferimenti
Il nome del personaggio interpretato da Vincent Price è una citazione dal racconto La caduta della casa degli Usher di Edgar Allan Poe.